# Copa de Laos
La Copa de Laos es el mayor torneo eliminatorio de fútbol celebrado en Laos. Fue disputada por primera vez en 2014 y es organizada por la Federación de Fútbol de Laos.

## Campeones
| Temporada | Campeón           | Resultado       | Finalista        |
| --------- | ----------------- | --------------- | ---------------- |
| 2014      | Lao Police Club   | Formato de liga | Lao Toyota FC    |
| 2016-2018 | No se disputó     | No se disputó   | No se disputó    |
| 2019      | Lao Toyota FC     | 8-0             | Evo United FC    |
| 2020      | Young Elephant FC | 2-1             | Muang Hat United |
| 2021      | No se disputó     | No se disputó   | No se disputó    |